# Orthomegas jaspideum
Orthomegas jaspideum là một loài bọ cánh cứng trong họ Cerambycidae.